# Joseph Butler

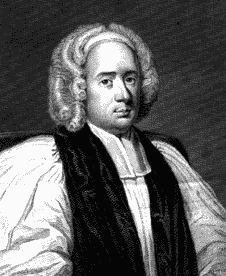
Ein Stich von Joseph Butler

Joseph Butler (* 18. Maijul. / 28. Mai 1692greg. in Wantage; † 16. Junijul. / 27. Juni 1752greg. in Bath) war ein englischer Bischof der anglikanischen Kirche in Durham und Bristol, Theologe, Vertreter der Apologetik und Philosoph. 

## Leben und Wirken
Er wurde vor allem für seine Kritik am Egoismus von Thomas Hobbes bekannt. Er wurde von diesem ebenso beeinflusst wie von John Locke und Francis Hutcheson. Während seiner Lebzeiten und darüber hinaus beeinflusste er selbst andere große Philosophen wie David Hume, Thomas Reid, und Adam Smith.

## Werke
- Analogy of Religion (1736; deutsch D. Joseph Butlers Bischofs zu Durham Bestätigung der natürlichen und geoffenbarten Religion aus ihrer Gleichförmigkeit mit der Einrichtung und dem ordentlichen Laufe der Natur (1776).)